# Euophrys ferrumequinum
Euophrys ferrumequinum är en spindelart som beskrevs av Władysław Taczanowski 1878. Euophrys ferrumequinum ingår i släktet Euophrys och familjen hoppspindlar. Inga underarter finns listade i Catalogue of Life.